# Soyers
Soyers es una comuna francesa situada en el departamento de Alto Marne, en la región de Gran Este.

## Demografía
| 127 | 104 | 82 | 74 | 74 | 90 | 69 |
| Para los censos de 1962 a 1999 la población legal corresponde a la población sin duplicidades (Fuente: INSEE [Consultar]) |     |    |    |    |    |    |